# David Garrison

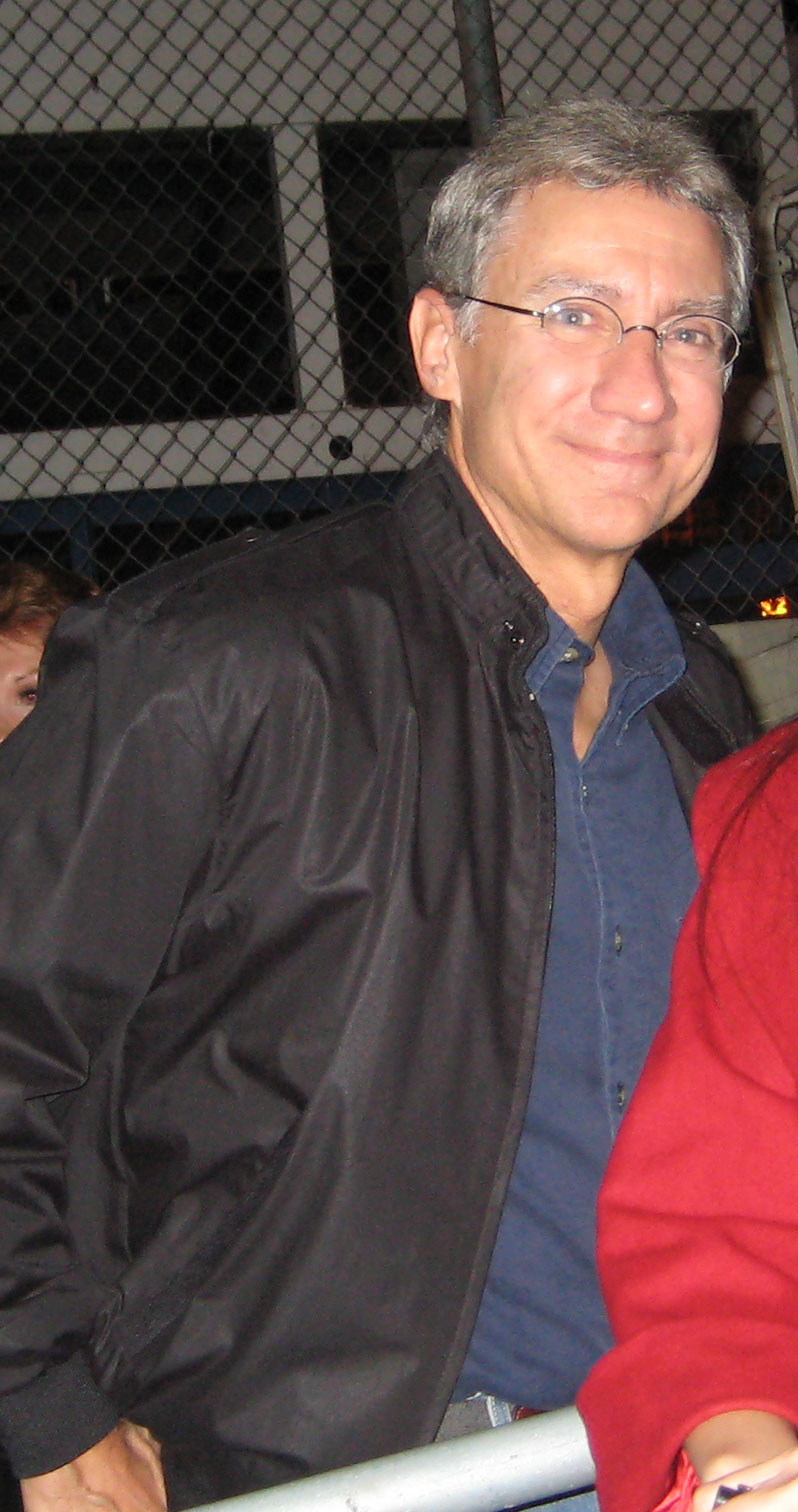
David Garrison, 2008

David Earl Garrison (* 30. Juni 1952 in Long Branch, New Jersey, USA) ist ein US-amerikanischer Schauspieler.

## Karriere
Bekanntheit erlangte Garrison als Al Bundys Nachbar Steve Rhoades in der Sitcom Eine schrecklich nette Familie. Diese Rolle spielte er in den ersten vier Staffeln sowie als Gastauftritt in einigen späteren Folgen der Serie.
David Garrison besuchte die School of Fine Arts und die School of Theater Arts an der Universität von Boston. Er begann seine Schauspielkarriere an der Arena Stage in Washington, D.C. und wurde während seiner Theaterlaufbahn mehrfach für Auszeichnungen nominiert, unter anderem für den Tony Award.

## Filmografie (Auswahl)
- 1980: A Day with Conrad Green
- 1982: Creepshow
- 1984: Ernie Kovacs: Between the Laughter
- 1984: Remington Steele (Fernsehserie, 1 Folge)
- 1984–1985: It’s Your Move (Fernsehserie, 10 Folgen)
- 1985: Ein Brief mit Konsequenzen (A Letter to Three Wives)
- 1987–1995: Eine schrecklich nette Familie (Married… with Children, Fernsehserie, 75 Folgen)
- 1990: Working It Out (Fernsehserie, 13 Folgen)
- 1992: L.A. Law – Staranwälte, Tricks, Prozesse (Fernsehserie, 1 Folge)
- 1995: Murphy Brown (Fernsehserie, 1 Folge)
- 1995: Mord ist ihr Hobby (Murder, She Wrote, Fernsehserie, 1 Folge)
- 1995: Countdown des Schreckens (Tom Clancy's 'OP Center)
- 1995: New York News (Fernsehserie, 1 Folge)
- 1996–2009: Law & Order (Fernsehserie, 5 Folgen)
- 2000: Frauenpower (Family Law, Fernsehserie, 1 Folge)
- 2000: Sabrina – Total Verhext! (Sabrina, the Teenage Witch, Fernsehserie, 1 Folge)
- 2001: Für alle Fälle Amy (Judging Amy, Fernsehserie, 1 Folge)
- 2001: Nikki (Fernsehserie, 1 Folge)
- 2001: Ed – Der Bowling-Anwalt (Ed, Fernsehserie, 1 Folge)
- 2001–2003: Practice – Die Anwälte (The Practice, Fernsehserie, 3 Folgen)
- 2002: That’s Life (Fernsehserie, 1 Folge)
- 2002: Arliss (Fernsehserie, 1 Folge)
- 2004: Alle lieben Raymond (Everybody Loves Raymond, Fernsehserie, 1 Folge)
- 2004: One on One (Fernsehserie, 1 Folge)
- 2004: Without a Trace – Spurlos verschwunden (Without a Trace, Fernsehserie, 1 Folge)
- 2004: New York Cops – NYPD Blue (NYPD Blue, Fernsehserie, 1 Folge)
- 2005–2006: The West Wing – Im Zentrum der Macht (The West Wing, Fernsehserie, 4 Folgen)
- 2006: Whirlygirl
- 2006: iChannel
- 2013: Good Wife (The Good Wife, Fernsehserie, 1 Folge)
- 2013: 30 Rock (Fernsehserie, 2 Folgen)